# Hazza Al Mansouri
Hazza Al Mansouri (Arabisch: هَزَّاع ٱلْمَنْصُوْرِي) (Al Wathba, 13 december 1983) is de allereerste ruimtevaarder uit de Verenigde Arabische Emiraten. Hij verbleef in 2019 bijna 8 dagen in de ruimte.
Op 3 september 2018 maakte Sjeik Mohammed bin Rasjid Al Maktoem bekend dat Hazza Al Mansoori en Sultan Al Neyadi de eerste twee kosmonauten werden die naar het Internationaal ruimtestation ISS zouden reizen. Op 12 april 2019 maakte het Mohammed bin Rashid Space Centre bekend dat Al Mansouri als eerste de ruimte in zou gaan.
Zijn eerste en enige ruimtevlucht was Sojoez MS-15 en vond plaats op 25 september 2019. Acht dagen later kwam hij terug met Sojoez MS-12.